# Раннаська сільська рада (Калластеський район)
Ра́ннаська сільська рада (ест. Ranna külanõukogu, рос. Раннаский сельский совет) — сільська рада в Естонській РСР, адміністративно-територіальна одиниця в складі повіту Тартумаа (1945—1950) та Калластеського району (1950—1954).

## Населені пункти
Сільській раді підпорядковувалися населені пункти:
села: Тоссуметса (Tossumetsa), Пійбумяе (Piibumäe), Раатвере (Raatvere), Сяерітса (Sääritsa), Соокюла (Sooküla), Кодавере (Kodavere), Пуніквере (Punikvere), Канткюла (Kantküla), Сассувере (Sassuvere), Етенійді (Äteniidi), Люматі (Lümati), Рюйтлі (Rüütli), Кютіметса (Kütimetsa);
поселення: Ранна (Ranna asundus), Кадріна (Kadrina asundus).

## Історія
13 вересня 1945 року на території волості Пала в Тартуському повіті утворена Раннаська сільська рада з центром у селі Люматі. Головою сільської ради обраний Освальд Ратт (Osvald Ratt), секретарем — Вільма Мурель (Vilma Murel).
26 вересня 1950 року, після скасування в Естонській РСР повітового та волосного поділу, сільська рада ввійшла до складу новоутвореного Калластеського сільського району.
20 березня 1954 року відбулася зміна кордонів між районами Естонської РСР, зокрема Раннаській сільраді передані 286 га земель колгоспу «Перемога Жовтня» («Oktoobri Võit») від Аллікуської сільської ради Муствееського району. 
17 червня 1954 року в процесі укрупнення сільських рад Естонської РСР Раннаська сільська рада ліквідована. Її територія склала північну частину Паласької сільської ради.